# Альбертацци, Джорджо
Джорджо Альбертацци (итал. Giorgio Albertazzi; 20 августа 1923, Фьезоле — 28 мая 2016, Роккастрада) — итальянский актёр и режиссёр театра и кино.

## Биография
В 1943—1945 в звании лейтенанта служил в 1-м штурмовом легионе «Тальяменто» — подразделении национальной гвардии республики Сало. После поражения Муссолини был арестован и приговорён к тюремному заключению за коллаборационизм. В 1947 выпущен по амнистии, получил диплом архитектора в Миланском политехническом институте, после чего занялся театральной деятельностью.
Дебютировал в 1949 году в шекспировском «Троиле и Крессиде», поставленном Лукино Висконти. С большим успехом играл в «Ромео и Джульетте» (1954) и «Гамлете» (1963, постановка Франко Дзеффирелли). Среди его наиболее известных театральных работ «Царь Эдип» в 1969 на сцене Ла Скала, и постановка «Пер Гюнта» в 1980 году на сцене Ла Фениче. Из современного репертуара: «Реквием по монахине» Фолкнера-Камю (1958), «После грехопадения» Артура Миллера (1964), «Яйцо» Фелисьена Марсо (1966—1967), культовый спектакль по «Воспоминаниям Адриана» Маргерит Юрсенар (1989), «Американские лекции» Итало Кальвино (2000).
В 2003—2008 годах был директором римского театра Арджентина, с 2011-го — директор Театрального фестиваля Великой Греции (итал. Magna Graecia Teatro Festival). В 2009 на сцене греческого театра в Сиракузах играл в постановке «Эдипа в Колоне» Кшиштофа Занусси.
На телевидении с успехом выступал в нескольких постановках, в частности, в «Идиоте», по роману Достоевского (1959), «Топазе» Марселя Паньоля (1971), «Дьяволе с сиськами» Дарио Фо (1998). Как режиссёр дебютировал в 1969 году с постановкой «Джекил», по новелле Стивенсона. Как актёр снялся более чем в тридцати фильмах, в основном, малоизвестных итальянских лентах, но также в фильмах крупных режиссёров. За пределами полуострова известен, в основном, ролью в знаменитой картине Алена Рене «В прошлом году в Мариенбаде». Единственная режиссёрская работа в кино — «Градива» (1970), по новелле Вильгельма Йенсена, с Лаурой Антонелли в главной роли, демонстрировалась в очень ограниченном показе.
10 февраля 2006 декламировал Песнь Улисса из XXVI песни Ада на церемонии открытия ХХ Зимних Олимпийских игр в Турине.
Был женат на театральной актрисе Анне Проклемер, после её смерти женился в 2007 в Риме на 48-летней флорентийской аристократке Пии де Толомеи.

## Фильмография
- Маленький мир дона Камилло (Le Petit Monde de don Camillo, 1951) (Жюльен Дювивье)
- Венецианский купец (Le Marchand de Venise, 1953) (Пьер Бийон) — Лоренцо
- Белые ночи (Le notti bianche, 1957) (Лукино Висконти) — голос за кадром
- Идиот (L’idiota, 1959) ТВ мини-сериал (6 серий) (Джакомо Ваккари) — князь Мышкин
- В прошлом году в Мариенбаде (L’Année dernière à Marienbad, 1961) (Ален Рене) — мужчина
- Рыжая (Die Rote, 1962) (Хельмут Койтнер) — Патрик О’Мэлли
- Ева (Eva, 1962) (Джозеф Лоузи) — Бранко Маллони
- Жизнь Данте (Vita di Dante, 1965) ТВ мини-сериал (3 серии) (Витторио Коттафави) — Данте
- Каролина, дорогая (Caroline chérie, 1968) (Дени де Ла Пательер) — Жан Альбансе
- Джекилл (Jekyll, 1969) ТВ мини-сериал (4 серии) (Джорджо Альбертацци) — доктор Джекилл
- Градива (Gradiva, 1970) (Джорджо Альбертацци) — психоаналитик
- Убийство Троцкого (L’Assassinat de Trotsky, 1971) (Джозеф Лоузи) — чиновник
- Пять женщин для убийцы (5 donne per l’assassino, 1974) (Стельвио Масси) — профессор Альдо Бетти
- Жорж Санд (George Sand, 1981) ТВ мини-сериал (2 серии) (Джорджо Альбертацци) — Мишель де Бурж
- Бандиты (Li chiamarono… briganti!, 1999) (Паскуале Скуитьери) — кардинал Антонелли

## Награды
- Большой крест ордена «За заслуги перед Итальянской Республикой» (1996)
- Медаль «За вклад в развитие культуры и искусства» (2002)
- Премия Гассмана (2004)